# Новосибирская зональная станция садоводства Россельхозакадемии
Новосибирская зональная станция садоводства — научная организация, располагается в посёлке Агролес Искитимского района (Новосибирская область). Основана в 1935 году. Занималась созданием новых сортов плодово-ягодных и декоративных растений и разработкой зональных технологий по возделыванию и размножению садовых культур.

## История
Станция образована по инициативе Ивана Владимировича Мичурина и приказу правительства 23 апреля 1935 года под названием Западно-Сибирская зональная опытная станция плодово-ягодных культур имени И. В. Мичурина.
15 сентября 1936 года вышло постановление крайисполкома и приказ Западно-Сибирского краевого земельного управления о переименовании в Краевую западно-сибирскую опытную плодово-ягодную станцию им. И. В. Мичурина.
11.1937 года после разделения Западно-Сибирского Края на области станция переименована в Новосибирскую областную опытную станцию плодово-ягодных культур им. И. В. Мичурина.
В 1957 году плодово-ягодная станция была передана под управление Новосибирской СХОС, в 1963 году — МСХ РСФСР.
В 1961 году  станция именовалась Новосибирскую  плодово-ягодная опытная станция им. И. В. Мичурина.
В 1977 году станцию преобразовали в Новосибирскую зональную  плодово-ягодную опытную станцию им. И. В. Мичурина.
27.02 2001 года станция перерегистрирована в Государственное научное учреждение Новосибирская зональная опытная станция плодово-ягодных культур И. В. Мичурина.
После реорганизации в марте 2006 года станция переименована в ГОНО Новосибирская зональная опытная станция плодово-ягодных культур И. В. Мичурина СО РАСХН, а из штата станции был выделен научный отдел, который в 2006 году работал в составе ГНУ НИИ садоводства Сибири им. М. А. Лисавенко СО РАСХН, 2007-2014 гг. — в ГНУ СибНИИРС СО РАСХН. По 2014 год на земельных участках станции велись научные исследования научного отдела.
В 2010 году  станция реорганизована в ФГУП «Новосибирская зональная станция садоводства» Россельхозакадемии.
В 2021 году ФГУП «Новосибирская зональная станция садоводства» Россельхозакадемии преобразовано в АО Новосибирская зональная станция садоводства со 100 % государственным участием.

## Структура
В состав станции входили три научных отдела:
- отдел садоводства
- отдел декоративного садоводства
- отдел пчеловодства

а также производственные подразделения, одно из которых — питомник функционирует и после приватизации станции.

## Деятельность
Учреждение занималось интродукцией и селекцией плодово-ягодных и цветочно-декоративных растений с целью выведения урожайных, высокозимостойких, скороплодных и устойчивых к болезням и вредителям различных сортов.

## Разработки
Станция разработала 35 оригинальных технологий в области садоводства, 32 орудия и машины (16 из них на уровне изобретений), учёными плодово-ягодной станции получены 10 патентов и 58 авторских свидетельств.

## Выведенные сорта
В течение 80 лет станция создала 100 сортов плодово-ягодных и цветочно-декоративных культур.

### Цветочные сорта
- Новосибирский белый (пион)
- Памяти Христо (лилия)

### Сорта чёрной смородины
31 сорт черной смородины. Сорта включенные в Госреестр РФ:
- Бердчанка
- Дегтяревская
- Искитимский дар
- Ранняя Потапенко
- Калиновка
- Карачинская
- Агролесовская
- Памяти Потапенко
- Подарок Куминову
- Шадриха

### Сорта красной смородины
4 сорта красной смородины. Районированные сорта:
- Красная Андрейченко
- Белая Потапенко
- Розита

### Сорта облепихи
15 сортов облепихи. Районированные сорта:
- Дружина
- Звездный путь
- Золотой каскад
- Зырянка
- Каприз
- Красный факел
- Лунный свет
- Парад
- Подруга
- Сибирский румянец
- Яхонтовая

### Сорта яблони
5 сортов яблони. Районированные сорта:
- Чара
- Краса степи

### Сорта малины
8 сортов малины. Включены в Госреестр селекционных достижений допущенных к использованию:
- Арочная
- Бердская
- Прелесть
- Приобская

Кроме того, выведены 8 сортов земляники, 3 — крыжовника, 1 — жимолости.

## Награды
- Диплом первой степени (за выставленные экспонаты, Всероссийское общество охраны природы, 1962)
- Диплом (за получение стандартных саженцев семечковых культур, Выставка достижений народного хозяйства СССР, 1963)
- Аттестат первой степени (за представление печатных изданий и санитарной камеры для обработки пчёл при варроатозе, Выставка достижений народного хозяйства СССР, 1976)
- Аттестат первой степени (за показ коллекции пионов высокого качества, Выставка достижений народного хозяйства СССР, 1980)
- Аттестат первой степени (за показ гладиолусов и коллекции пионов высокого качества, Выставка достижений народного хозяйства СССР, 1981)